# 모리야 미야비
모리야 미야비(일본어: 守屋 都弥, 1996년 8월 22일 ~ )는 일본의 여자 축구 선수이다.

## 국가대표팀 경력
2016년 FIFA U-20 여자 월드컵에 출전, 3위.
그녀는 2023년 4월 7일 포르투갈과의 경기에서 일본 국가대표팀에 데뷔했다. 2023년 FIFA 여자 월드컵, 2024년 하계 올림픽에도 출전했다.

## 통계
| 일본 | 일본 | 일본 |
| 연도 | 출전 | 득점 |
| ---- | ---- | ---- |
| 2023 | 6    | 2    |
| 2024 | 9    | 0    |
| 통산 | 15   | 2    |